# Ідріс III (маї Борну)
Ідріс III Алаома (*д/н — 1602/1617) — 25-й маї (володар) і султан Борну в 1570—1602 або 1580—1617 роках. Держава досягла найбільшого територіального розширення й економічного піднесення.

## Життєпис

### Молоді роки
Походив з Другої династії Сейфуа. Ймовірно був сином маї Алі I та представниці племені білала. Після смерті батька близько 1562 року владу перебрав його родич Дунама VI, який наказав стратити усіх родичів попередника. Ідріса було сховано в родичів матері.
За більшості відомостей Дунама VI помер 1563 року. За одними даними трон отримала зведена сестра Ідріса — Айсса Колі або син Дунами VI — Абдаллах IV. Оскільки про останнього вкрай обмежено відомостей, то значна частина дослідників його вилючає з переліку правителів Борну. Разом з тим з огляду на вказівку в джерелах, що Ідріс правив 32—37 років, а в 1610-х роках відмічено його діяльність, то відповідно посідання трону Айсси Колі відбулося в 1573 році.
За ще однією гипотезою, саме Абдаллах III панував 1 рік: з 1563 до 1564 року. Потім трон отримав Ідріс III при регентстві сестри або стрийни Айсси Колі. З огляду на це початок фактично панування Ідріса відносять до 1571 року.

### Зовнішня політика
В будь-якому разі Айсса Колі правила 7 років, після чого передала трон Ідрісу III. Здійснив військову реформу, впровадивши систему постійних військових таборів, правильної облоги міст, створення важкої кінноти, де коні були заковані у броню, військових флотилій, озброєння мушкетами (підготовку здійснювали османські аги). Основними союзниками були Османська імперія та султанат Саадитів. З останнім 1580 року було укладено антисонгайський союз.
Розпочав війни з метою підкорення племен туарегів, тубу та хауських міст-держав. Про походи цього маї Борну було складено епічну поему, де вказується, що Ідріс III здобув більше 1000 перемог в 330 війнах. Було здійснено декілька походів проти народу культури сао, внаслідок чого підкорено долину річки Шарі з державою Багірмі. Потім після 7 важких військових походів завершив підкорення народу білала на південний захід від озера Чад. Успіху сприяв занепад імперії Сонгаї 1592 року. На півночі було захоплено оазу Кавар, розташовану на шляху до Феццану, де були значні поклади солі та соди. Зверхність борну визнав султанат Агадес.
Слідом за цим більшість хауських держав вимушені вули визнати владу маї та зобов'язатися сплачувати данину. Завдяки цьому вплив в трансахарській торгівлі Борну значно виріс. 
На півдні було підкорено племена котоко. У 1614 році втрутився в боротьбу у султанаті Мандара (північ сучасного Камеруну), де встановив на трон власного претендента. Внаслідок чого Мандара визнала зверхність Борну.

### Внутрішння політика
У внутршній політиці зміцнив владу, відновивши діяльність ради при маї, куди увійшли очільники найпотужних племен й кланів. Останні постійно повинні були перебувати в столиці Нгазаргаму. Разом з тим уклав шлюби з вищою знаттю. Розділив підлеглі землі на 4 частини: на Північ, Захід, Схід і Південь. На чолі васальних володінь перебували місцеві правителі або найближчі родичі маї, котрі володіли всією повнотою влади. Територію власне Борну розділив на великі округи на чолі із намісниками (валі), округи поділялися на великі групи сіл. Найменшою адміністративною одиницею стало село на чолі із місцевим вождем.
Водночас провів правову реформу, засновану на ісламському праві, намагаючись виключити з законодавства стародавні поганські звичаї. За його правління іслам остаточно став панівною релігією. Маї надавав кошти для спорудження мечетей. Сам Ідріс III здійснив хадж до Мекки 1581 року. Після цього наказав спорудити будинок, де б ті, хто відправляються у хадж, могли відпочити.
Основу економічного піднесення держави вбачав в розвитку торгівлі. З цією метою розширив мережу шляхів, зробив їх безпечними для торгівців. Сприяв розвитку насамперед транзитної торгівлі. Цьому сприяло у 1591 році знищення марокканцями імперії Сонгаї у Західній Африці. Також багато уваги приділяв розширенню використання землі для хліборобів. Ідріс III впровадив стандарти мір зерна.
Помер близько 1617 року (за іншими відомостями 1602 або 1603 року, найменш ймовірною є дата 1596 рік). Йому спадкував син Мухаммад VI.